# Daemon striatus
Daemon striatus là một loài bọ cánh cứng trong họ Ptilodactylidae. Loài này được Klug miêu tả khoa học năm 1838.